# عایشه دختر طلحه
عایشه بنت طلحه یکی از مشهورترین زنان عرب و دختر طلحه بن عبیدالله تیمی، صحابی محمد و نوهٔ ابوبکر از طرف مادرش ام کلثوم و بنابراین خواهرزاده عایشه همسر محمد است.

## زندگی‌نامه
در منابع به اصالت خانوادگی بالا و روحیات مغرورش و زیبایی منحصربه‌فردش اشاره شده‌است 
او بیشتر از دیگر وابستگان به خاله اش عایشه دختر ابوبکر شباهت داشت. 
آن قدر که توجه همه را برمی‌انگیخت و این موضوع باعث نگرانی‌اش می‌شد. او زنی عشوه‌گر بود و شعر غزل می‌خواند و در برانگیختن احساسات و جلب نظر مخاطبانش چیره‌دست بود. تا جایی که حتی باعث عزل امیر مکه حارث بن خالد مخزومی گردید که نماز را به خاطر منتظر ماندن برای اتمام طواف عایشه به تأخیر انداخته بود و به عایشه برای انجام طواف خدم و حشم داده بود. او با مردان متعددی ازدواج نمود. ابتدا با عبدالله بن عبدالرحمن ابوبکر پسر داییش، سپس با مصعب بن زبیر پسر خاله اش و پس از مرگ مصعب با عمر بن عبیدالله بن معمر تیمی ازدواج نمود.
او یک‌سال در مکه و یک‌سال در مدینه اقامت می‌کرد و گاهی نیز برای رسیدگی به اموالش به طائف می‌رفت و در آن‌جا قصری داشت.
عایشه همواره از پوشاندن صورتش امتناع می‌ورزید و عقیده داشت که «خداوند به من زیبایی عطا کرده است و می‌خواهم مردم بدانند که من از کدام طبقه‌ام. من روی خود را نخواهم پوشاند و کسی نمی‌تواند به این دلیل مرا مقصر بداند».